# Municipio de Greencastle (Indiana)
El municipio de Greencastle (en inglés: Greencastle Township) es un municipio ubicado en el condado de Putnam en el estado estadounidense de Indiana. En el año 2010 tenía una población de 13136 habitantes y una densidad poblacional de 147,25 personas por km².

## Geografía
El municipio de Greencastle se encuentra ubicado en las coordenadas 39°38′48″N 86°50′53″O / 39.64667, -86.84806. Según la Oficina del Censo de los Estados Unidos, el municipio tiene una superficie total de 89.21 km², de la cual 88.9 km² corresponden a tierra firme y (0.35%) 0.31 km² es agua.

## Demografía
Según el censo de 2010, había 13136 personas residiendo en el municipio de Greencastle. La densidad de población era de 147,25 hab./km². De los 13136 habitantes, el municipio de Greencastle estaba compuesto por el 93.47% blancos, el 2.3% eran afroamericanos, el 0.25% eran amerindios, el 1.64% eran asiáticos, el 0.06% eran isleños del Pacífico, el 0.72% eran de otras razas y el 1.57% pertenecían a dos o más razas. Del total de la población el 2.12% eran hispanos o latinos de cualquier raza.